# Moteurs Baudouin
Pour les articles homonymes, voir Baudouin.
 (mai 2016).
Moteurs Baudouin est une entreprise française spécialisée dans la conception et la fabrication de moteurs principalement pour le secteur maritime.
La firme est née sur les quais marseillais en 1918, héritière d'une fonderie de cloches. La réputation de ses moteurs « robustes et fiables » va l'amener tout au long du siècle à côtoyer les grands motoristes.

## Aux sons des cloches duXIXesiècle
Au XIXe siècle, la fonderie de cloches de M. Baudouin établie dans le quartier de Saint-Pierre possède déjà une très bonne notoriété. En effet, selon un article du journal Le Méridional du 14 novembre 1995, le savoir-faire de la fonderie Baudouin remonterait au XVe siècle, en 1430. Fondeurs de cloches puis spécialisés dans la mécanique d’horlogerie, on retrouve encore aujourd’hui des cloches datant du XIXe siècle. La plus ancienne dont on retrouve trace date de 1803 et se situe à Lorgues (83). D’autres cloches sont mentionnées à Arles (Pénitents Blancs) et à Raphèle-lès-Arles, toutes deux de 1819, au Soler (de 1822), à Aubagne (église Saint Sauveur, deux cloches Durand et Baudouin de 1826), ou encore à Marseille (église Saint Michel - Le Camas), à Aigues Mortes (30), à la cathédrale de Nîmes (30) et à l'Église de Saint-Étienne d'Escattes à Souvignargues (30), toutes datant de 1829.
Le 15 février 1833, un arrêté autorise la fonderie à s’établir à l’extérieur de l’enceinte de Marseille, sur le Cours Gouffé, à la condition que « toutes les précautions présentées pour l'intérêt des voisins ont été prises (…) ».
BAUDOUIN.
 » Art. 1". L'arrêté du préfet des Bouches-du-Rhône, du 10 novembre 1829, est annulé ; — Art. 2. Le sieur Baudouin est autorisé à établir une fonderie en grand, avec fourneau à réverbère, dans une propriété qui lui appartient, située au haut du cours Gouffé, faisant l'angle de la rue de l'Abbé-Féraud et du grand chemin de Borne à Marseille, à la charge par lui d'élever la cheminée de son fourneau de quinze mètres ou moins, etc. »
Tout au long du siècle, la fonderie Baudouin va ainsi produire des cloches que l’on retrouve toujours de nos jours dans diverses régions de France (Bouches du Rhône, Alpes de Haute Provence, Var, Alpes Maritimes, Vaucluse, Gard, Hérault, Corse, Loire, Drôme, Pyrénées Atlantiques …
L'une des dernières réalisations de la fonderie se trouve actuellement dans le clocher de l'église Saint Fortuné à Marseille (Montolivet) et a été fondue en 1913.

## À l’aube duXXesiècle: les débuts

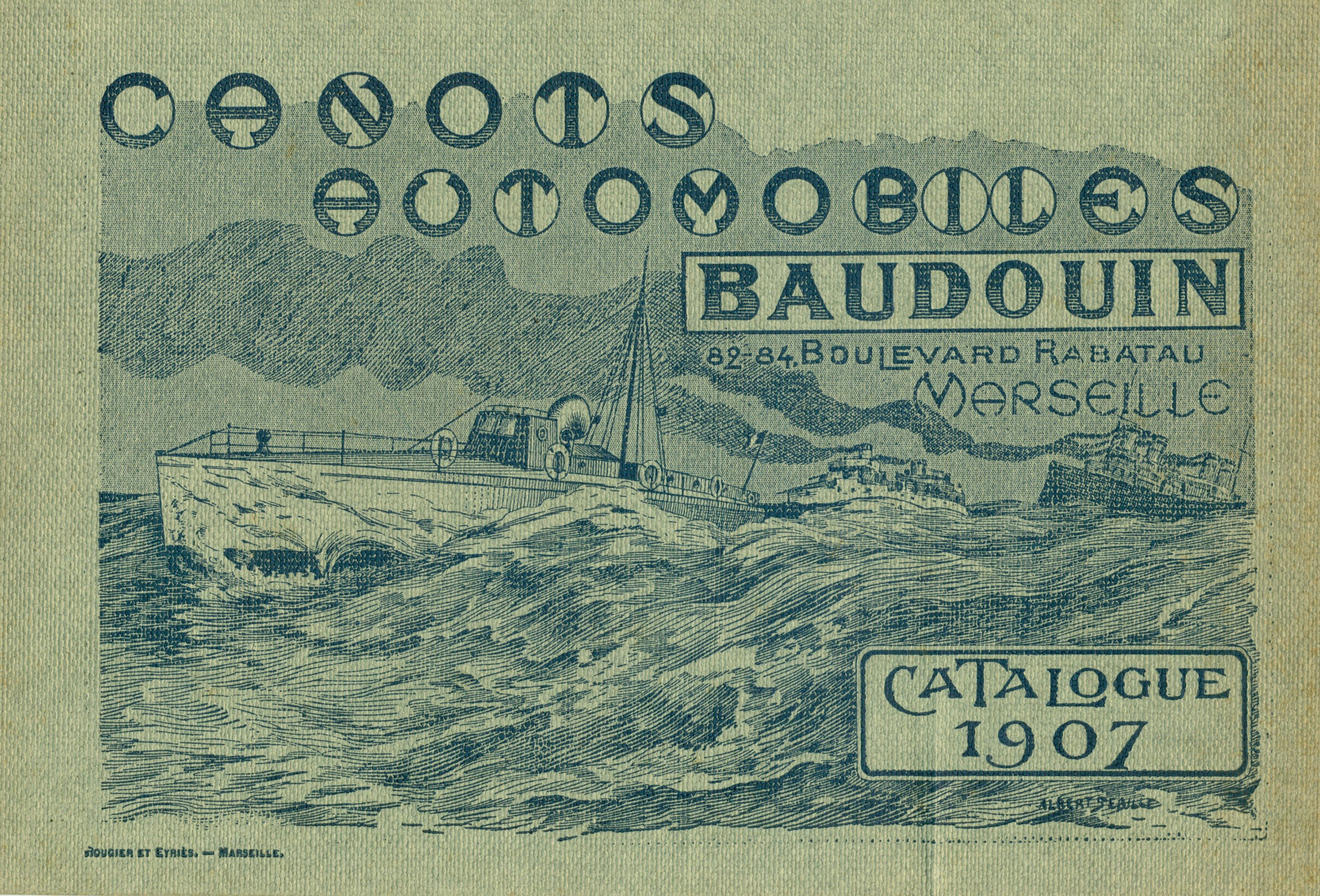
Couverture du catalogue BAUDOUIN de 1907.

La vocation maritime de la famille Baudouin naît avec Richard Baudouin et son chantier naval du Pharo. Dans la branche familiale des fondeurs, le fils d’Eugène Baudouin, Charles, est un passionné de mécanique qui commence dès 1902 à concevoir pour quelques amis des petits moteurs à essence de 5 ch : les Moteurs Baudouin viennent de naître. Les deux branches familiales trouvent ainsi une entente prometteuse comme le prouverait cette traversée de Toulon à Alger datée de 1904 avec un canot Baudouin propulsé par un Baudouin !
En 1907, Charles et Eugène, le père et le fils, se partagent les locaux du boulevard Rabatau mais Charles Baudouin apparaît déjà comme un « constructeur mécanique » à part entière.
Le 12 septembre 1918, Messieurs Léopold et Jean Isnard créent avec quelques amis, la Société des Moteurs Baudouin (SMB) et font de la maison familiale de Rabatau leur premier atelier.
À partir de 1919 (et jusqu’en 1965), Ferdinand de Larminat, Ingénieur civil du Génie Maritime (Directeur Général puis Président du Conseil d’Administration), donne à la société la forme qu’elle connut durant de longues décennies, et installe parallèlement le premier réseau de distribution Baudouin. (Ferdinand de Larminat est le frère du général Edgard de Larminat.)
Avec ses moteurs à pétrole et à essence, le jeune motoriste, qui se dénommait également « Anciens Établissements Isnard Frères & Lalanne », avait déjà réussi à attirer une clientèle de renom : la Marine Nationale, les Services des Douanes de Marseille, les Douanes Tunisiennes, la Compagnie des messageries maritimes, Cie Gle des Transports Maritimes, Cie Cyprien Fabre, Compagnie générale transatlantique, Chantiers de la Loire, Cie Sud Africaine, etc.

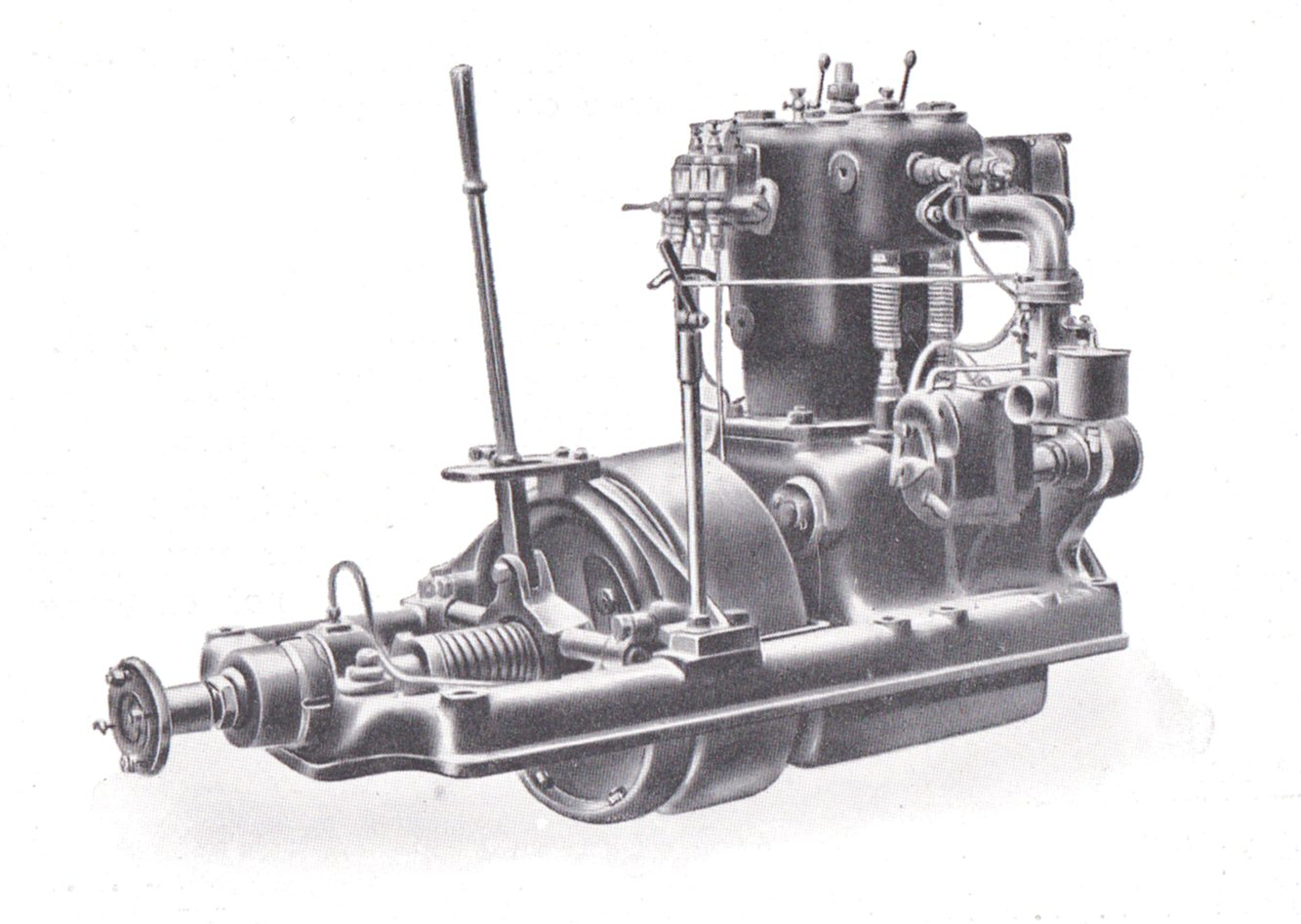
Moteur essence type E2.

La société évolue rapidement et développe à la fois son capital et la superficie de ses ateliers. En effet, en 1923, alors qu’ils occupent le no 80 du boulevard Rabattau, la société annexe les locaux voisins et va peu à peu occuper l’ensemble des no 80 à 88 et créer une annexe au 15, Quai de Rive Neuve, sur le Vieux Port.
Quatre ans après sa création, SMB devient l’un des trois premiers constructeurs de moteurs (jusqu’à 60 ch) et fabrique uniquement des moteurs à essence. Un siècle après, il est assez difficile de dresser la liste complète de ces produits et de les classer dans un ordre chronologique mais si l’on suppose que les moteurs suivaient un ordre alphabétique (la lettre étant suivie du chiffre correspondant au nombre de cylindres), voici les moteurs ayant existé :
A1, A4, B2, B4, C1, E2, E4, E6, O1, O4, S4, T4, U4, U6, X1, X2, X4, X6, Y1, Y4, Z1, Z4.
Caractéristiques principales des moteurs à essence
| Type | Nombre de cylindres | Alésage des cylindrées | Course des pistons | Puissance (ch) | tr/min    | Poids (kg) |
| ---- | ------------------- | ---------------------- | ------------------ | -------------- | --------- | ---------- |
| A1   | 1                   | 100                    | 140                | 5              | 1000      | 1300       |
| A4   | 4                   | 100                    | 140                | 5              | 1000      | 350        |
| B2   | 2                   | 110                    | 160                | 12 à 14        | 750-800   | 265        |
| B4   | 4                   | 110                    | 160                | 30 à 35        | 800-850   | 490        |
| C1   | 1                   | 125                    | 160                | 8 à 10         | 750       | 124        |
| E2   | 2                   | 135                    | 170                | 20             | 750-800   | 645        |
| E4   | 4                   | 135                    | 170                | 40 à 45        | 750-800   | 645        |
| E6   | 6                   | 135                    | 170                | 50             | 750       | 880        |
| O1   | 1                   | 70                     | 100                | 3              | 1200      | 70         |
| O4   | 4                   | 70                     | 110                | 10             | 1000      | 225        |
| S4   | 4                   | 105                    | 150                | 30             | 1000      | 470        |
| T4   | 4                   | 80                     | 140                | 15             | 1000      | 350        |
| U4   | 4                   | 160                    | 200                | 70             | 680       | 1200       |
| U6   | 6                   | 160                    | 200                | 105            | 680       | 1600       |
| X1   | 1                   | ?                      | ?                  | ?              | ?         | ?          |
| X2   | 2                   | ?                      | ?                  | 12 à 15        | 700-800   | 270        |
| X4   | 4                   | ?                      | ?                  | 25 à 30        | 700-800   | 510        |
| X6   | 6                   | 110                    | 160                | 45             | 800       | 700        |
| Y1   | 1                   | 90                     | 120                | 5 à 6          | 1000      | 120        |
| Y4   | 4                   | 90                     | 140                | 20             | 1000      | 360        |
| Z1   | 1                   | 85                     | 120                | 4              | 1000      | 120        |
| Z4   | 4                   | 85                     | 120                | 15 à 20        | 1000-1200 | 280        |

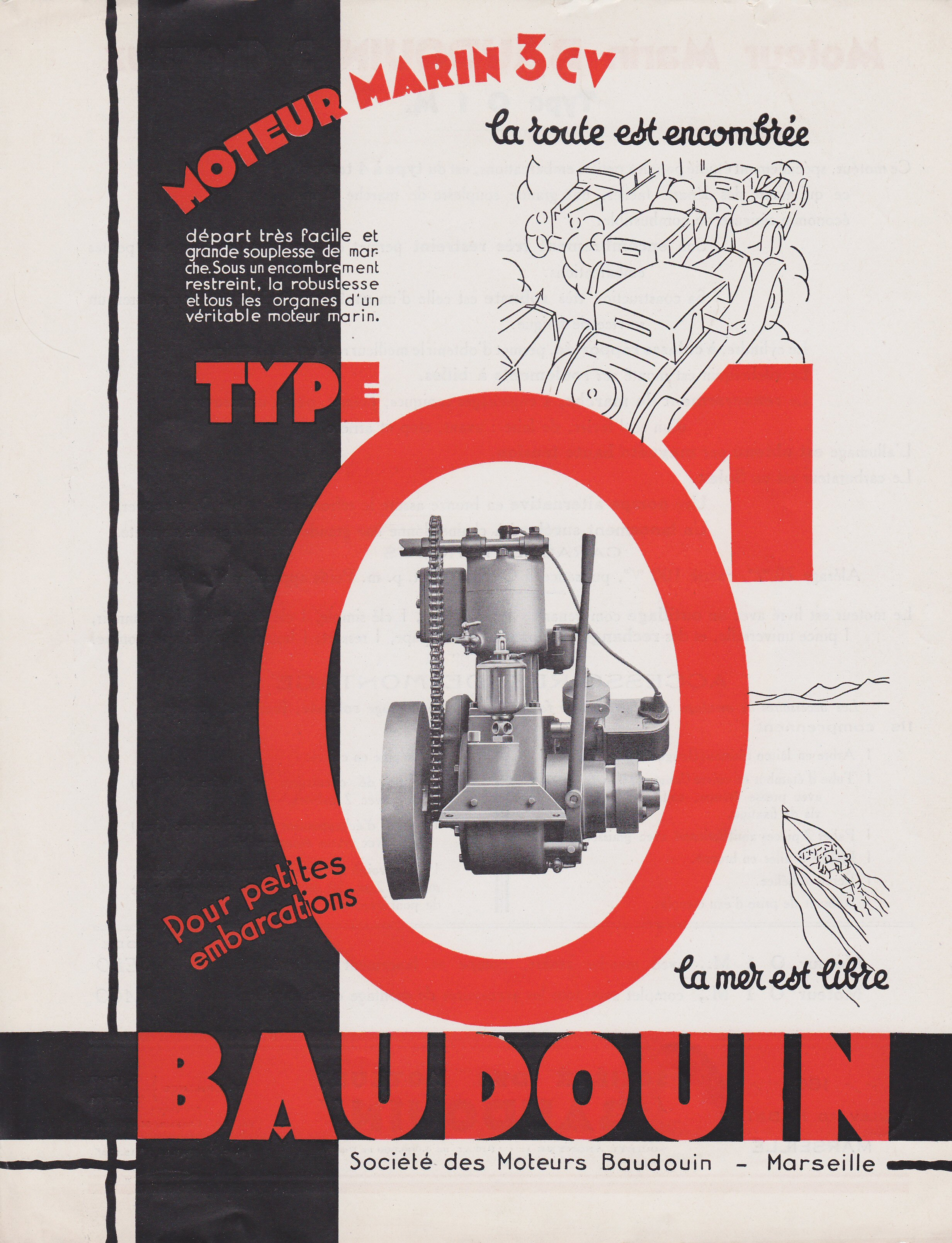
Fiche moteur O1.

À la fin des années 1920, la société anonyme SMB équipe plus de 3 000 bateaux et possède déjà 36 agents en France et cinq agences principales à Paris, Nantes, Port-Louis, Bordeaux et Alger. En 1928, 16 agents sont présents en Afrique du Nord (Algérie, Tunisie, Maroc français et espagnol). Des sous-agents sont également en place.
De 1922 à 1963, tous les moteurs seront créés par Antonin Pouillot, ingénieur des Arts et Métiers qui deviendra successivement Directeur technique puis Directeur général adjoint. La renommée « simple et robuste » de ses moteurs est indissociable du succès de la marque SMB.

## Les années 1930 à 1950: Les années fastes
À partir de 1918, Baudouin ne se consacre qu’à la fabrication de moteurs à essence mais entre 1929 et 1930, la société oriente son activité vers l’étude et la fabrication de moteurs Diesel. Pour permettre la construction de ses futurs moteurs, la SMB va édifier de nouveaux ateliers dans le quartier de la Timone qui entreront en service dès 1931. Une « Timone bis » suivra quelque temps plus tard.

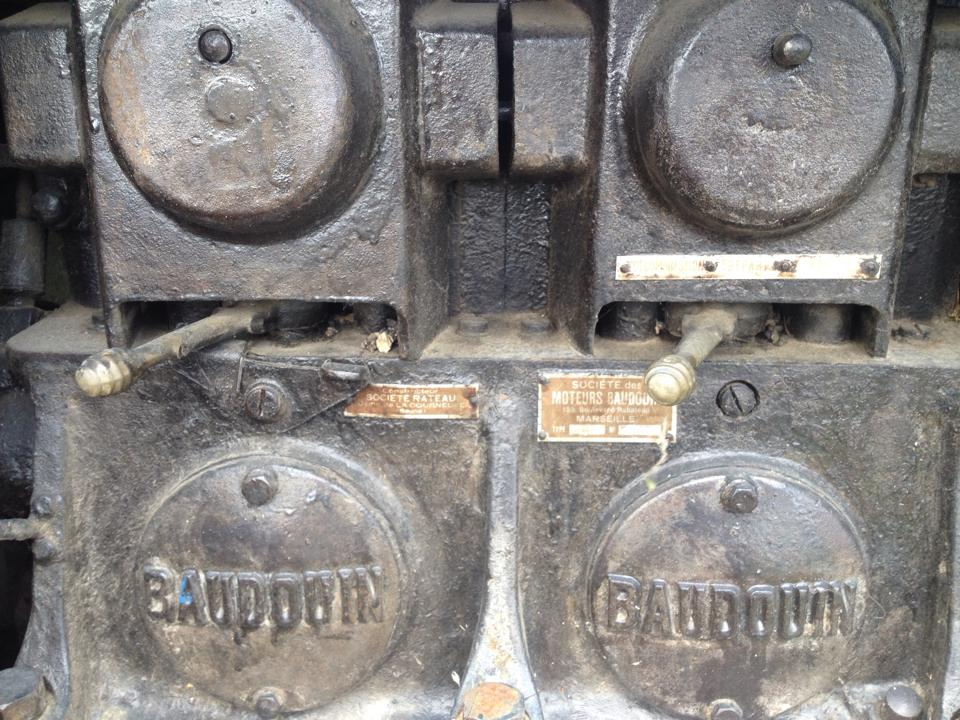
Détails d'un moteur Baudouin 01

Le premier type Diesel ainsi développé est baptisé DA, et plus exactement DA2. Ce bicylindre développait alors une puissance de 18 ch à 1 000 tr/min.
Parallèlement, les moteurs à essence continuent à être produits. De tous les nombreux types sortis, il ne semble subsister que les séries Z1, Y1, O4, T4, Y4 et S4 puis peu à peu les derniers à être produits sont les types Y1, Y4, O4 et S4.
Mais les années 1930 voient rapidement et essentiellement l’arrivée sur le marché du moteur « Diesel Baudouin », toujours connu aujourd’hui sous le nom DB. Ces moteurs, conçus par Pouillot et Pierre Fieux, se déclinent en un, deux, trois, quatre et six cylindres (DB1, DB2, DB3, DB4 et DB6). Chaque cylindre et piston sont en fonte. Les qualités de ce moteur vont attirer une clientèle de plus en plus nombreuse. Ce sont ainsi plus de 18 000 unités qui vont sortir de l’usine et vont équiper 80 % des bateaux[Où ?] entre 1933 et 1953. La fabrication du DB cessera définitivement en 1957.

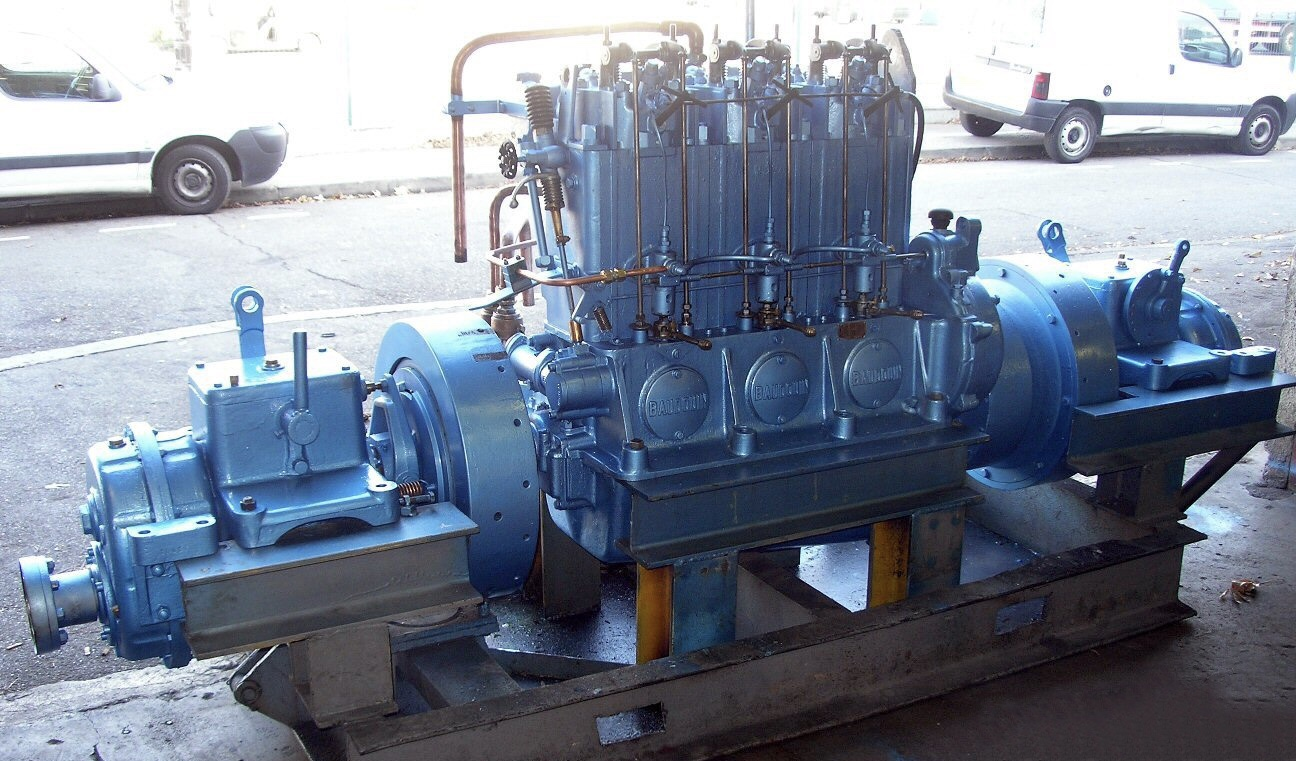
Moteur Baudouin DB3 du "Ferry-Boâte" César du port de Marseille, reconditionné en 2011, avec une transmission de chaque coté

Remarque : C’est un DB3 qui fut installé dans le célèbre ferry-boat César du port de Marseille (première moitié des années 1950). Ce moteur (avec son jumeau de remplacement) fut amélioré. Construits dans les ateliers du Vieux Port, au quai Rive Neuve, ces deux prototypes avaient la particularité d’avoir une double transmission de chaque coté, qui permettait au « César » de traverser le Vieux-Port en aller et retour sans avoir à faire demi-tour. La propulsion fut débarquée (déposée) en 2007 et les deux moteurs furent entreposés dans les locaux des Ateliers Phocéen de Mécanique - Distributeur Méditerranée Baudouin sur Marseille - dans l’attente d’une future remise en état du « Ferry Boâte ». C’est en 2011, qu’APM reconditionna le premier de ces deux moteurs,.

### Record sur l'Atlantique
À l'été 1936, le peintre et navigateur normand Marin-Marie traversa l'Atlantique (New-York - Chausey - Le Havre - Paris) en solitaire au moteur en 17 jours, ce qui est une grande première . 
Sa vedette , l'Arielle, était équipée d'un moteur Baudouin quatre cylindres de 90 ch qui fonctionnera sans défaut, à part un minime dysfonctionnement de l'inverseur, assurant une excellente "réclame" à la marque. 
Marin-Marie, puriste de la voile, qui avait déjà effectué de grandes traversées en solitaire à la voile sur son Winnibelle, s'obligera à prendre des cours de mécanique à l'usine de Marseille, auprès de l'ingénieur Bochet, mais finalement il n'aura pas à faire autre chose que de la maintenance de routine et les pièces détachées quasiment un second moteur démonté resteront dans leur emballage.
Dans la même période, Baudouin produit deux autres séries de moteurs : les moteurs DG et GV.
- Les moteurs DG (trois, quatre et six cylindres) vont se caractériser par un régime lent et un poids conséquent. La sentence ne tarde pas car les ventes ne décollent pas. Finalement, peu d’unités de ce type furent vendues.
- Les GV (huit et douze cylindres en V) ont été étudiés pour assurer les services les plus durs, dans les meilleures conditions. On pouvait ainsi les trouver dans les milieux maritimes et fluviaux mais également dans les travaux publics, les centrales électriques et les groupes auxiliaires. C’est ainsi qu’un GV8 I fut installé comme groupe électrogène de secours dans la centrale électrique de la Tour Eiffel, ainsi que dans la centrale même au sein de Baudouin, à la Timone.

La SMB emploie alors entre 1946 et 1947 230 à 240 personnes.
En 1948, Baudouin crée le Service Applications Marines qui va s’occuper de l’ensemble propulsif complet (moteur, réducteur, arbre de transmission, hélice).

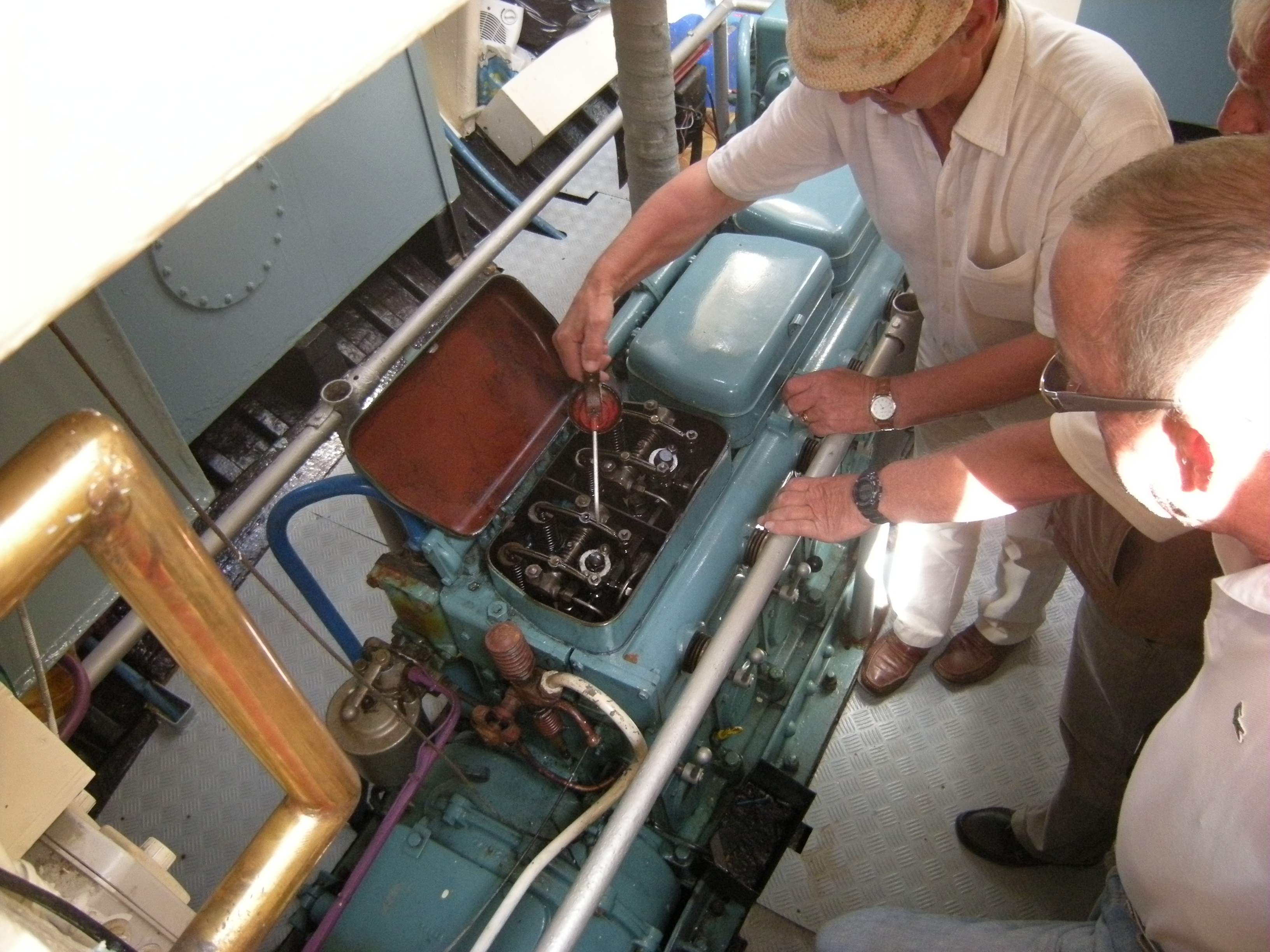
Un moteur DK encore en usage sur la vedette La Horaine en 2011.

En 1949, tout en poursuivant la production des DB, Baudouin lance une nouvelle série de moteurs : le DK, destiné à remplacer peu à peu le « Diesel Baudouin ». Le succès est immédiat et vers la fin de la décennie, ce moteur impose la SMB comme un des leaders mondiaux. Plus rapide et plus léger que les DG, le DK s’impose comme Le moteur de l’époque.

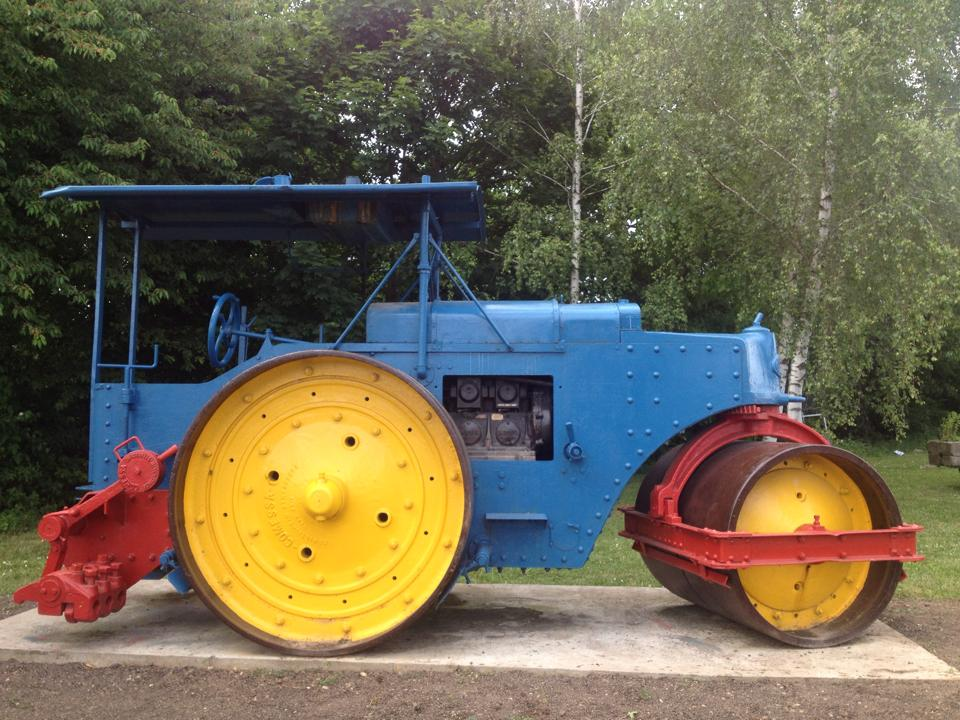
Rouleau compresseur équipé d'un moteur Baudouin 1950

Dans le même temps que la fabrication du DK, Baudouin sort le DNK (quatre et six cylindres) qui se différencie de son aîné par la forme des chambres et des pistons.
Environ 70 000 unités DK et DNK vont sortir de l’usine jusqu’en 1972.
Aujourd’hui encore les DK, et leurs réputations de moteurs « inusable », existent toujours sur un grand nombre de péniches et de bateaux de pêche. Mais la robustesse des produits Baudouin ne se limite pas qu’à ces fameux DK puisqu’elle concerne également d’autres moteurs que l’on retrouve aujourd’hui encore, un DG3 sur le Somme II, les DB ou quelques moteurs à essence qui sont restaurés par des amateurs de vieilles mécaniques.

## Les années 1950 à 1970: la transition
Baudouin entame la seconde moitié du siècle sereinement. Le premier vrai événement n’arrive qu’en 1957 avec l’arrêt définitif du DB. Baudouin dit définitivement adieu au moteur qui a propulsé la société au sein des leaders motoristes.
La nécessité de livrer des moteurs de plus en plus puissants en conservant un poids et un encombrement aussi réduits que possible amène l’usine à construire dès 1958 les séries DV (quatre, six, huit et douze cylindres) puis DVX (huit et douze cylindres).
Le 4 avril 1958, un arrêté Préfectoral autorise la SMB à exploiter ses activités sur son nouveau terrain de 55 000 m2 dans le quartier de Saint-Loup, en vue de son futur développement. Dès 1959, la société investit ses nouveaux locaux. Parallèlement, les ateliers de la Timone devenant insuffisants, le motoriste finit par rapatrier, par tranches successives, ses fabrications dans sa nouvelle usine de Pont-de-Vivaux (Saint-Loup).
À l’aube des années 1960, la Direction et les services administratifs s’installent à Saint-Loup. Seul le Département des Pièces de Rechange reste dans les locaux d’origine, sur le boulevard Rabattau.
Pour l’anecdote, M. Pouillot va concevoir dans cette période un prototype de moteur à air six cylindres en V. Une poignée de moteurs vont être créés mais cette gamme baptisée DR va rapidement avorter.
1963 marque un autre tournant au sein de la conception puisque Antonin Pouillot qui a créé tous les moteurs depuis 1922 quitte la maison Baudouin. Son nom est à jamais associé à la renommée « simple et robuste » de ses moteurs.
À partir de 1965, les Moteurs Baudouin élargissent leurs gammes et sortent un nouveau moteur. Pour rendre hommage au créateur de talent parti deux ans plus tôt, la SMB baptise la série « DP », le « P » désignant M. Pouillot, « père » de la conception 150 × 150. Le DP est la première série équipée de turbocompresseurs. Ce moteur, bénéficiant des derniers progrès, permet également de nouvelles adaptations. 12 000 unités (en deux, trois, quatre, cinq et six cylindres en ligne et huit et douze cylindres en V) sont vendues. La même année, la SMB signe un partenariat avec la firme espagnole GUASCOR pour la fabrication et la distribution de nouveaux moteurs.
Par la suite, la gamme DNP complète sa sœur aînée, le P rendant toujours hommage à M. Pouillot.
L’usine de Saint-Loup, quant à elle, regroupe en cette fin de décennie, le siège social, l’atelier, le laboratoire d’études, les services techniques, commerciaux et administratifs. L’atelier s’étend à lui seul sur une superficie de 23 000 m2. Le laboratoire d’études où s’effectuent les développements des nouvelles technologies, dispose d’un bassin spécialement aménagé pour les essais d’hélices fixes et réversibles.
La production se divise alors entre 55 % d’applications marines (Baudouin motorisait alors, dans sa gamme de puissances, environ 75 % de la flotte de pêche française et 65 % du parc fluvial français) et 45 % d’applications industrielles comme des rouleaux compresseurs ou divers engins de chantier.
Parallèlement, entre 1966 et 1970, les locaux de Rabatau sont partiellement rénovés et vont accueillir un magasin à part entière de pièces détachées destinées aux DP.

## Les années 1970 et la crise

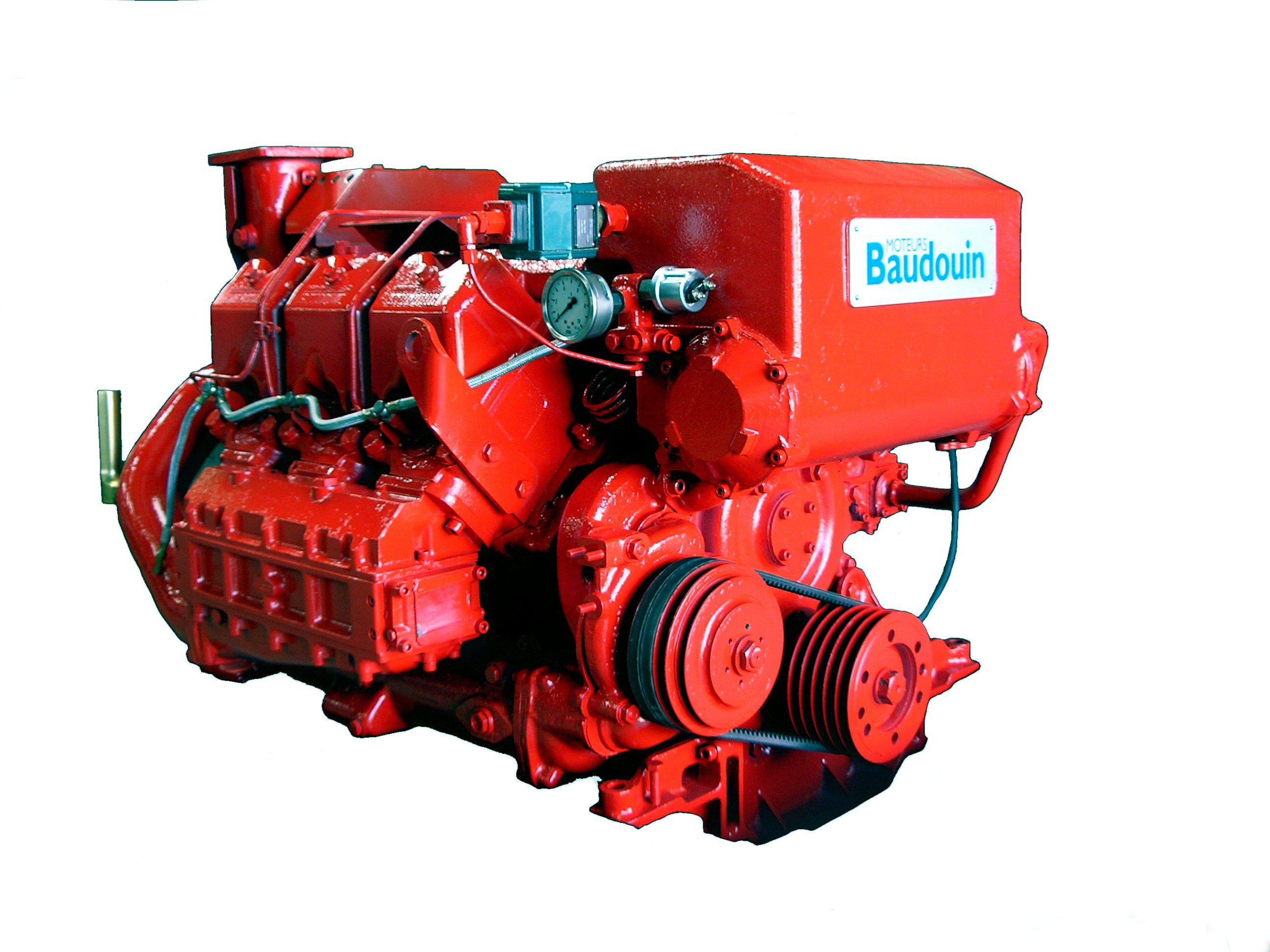
Moteur BAUDOUIN 6F11.

Vers la fin des années 1960, le motoriste cherche à faire évoluer ses gammes et va se lancer dans la production de la série p. 15 dérivée du DNP. Le nom de la série reprend une nouvelle fois le P. La gamme p. 15 (six, huit et douze cylindres) est commercialisée en 1972.
Mais en ce début de décennie, la crise économique pointe son nez dans le milieu de la métallurgie et l’industrie nautique va sombrer peu à peu dans le déclin mais Baudouin sort malgré tout, en 1974, ses nouveaux moteurs DF pour les applications industrielles et marines. Ces moteurs étudiés à partir de 1968 vont être produits en série à partir de 1974 sous forme S et AN. Pour l’anecdote, la désignation « F » de ce type fait référence au Directeur Technique M. Fabre.
Le 27 septembre 1974, les salariés de Baudouin apprennent officiellement le rapprochement de leur usine avec le groupe britannique General Electric Company. L’annonce est effective en janvier 1975 et l’usine marseillaise rejoint le groupe GEC qui réunit déjà Dorman, Kelvin, Paxman et Ruston.
Ce rapprochement n’empêche tout de même pas trois années « noires », engendrées par la crise économique du moment. Les heures de travail sont diminuées et quelques licenciements ont lieu.
Pour pallier ces problèmes, la décision est prise en 1977 que les Moteurs Baudouin monteront dans leur usine de Marseille le nouveau moteur de la firme britannique Ruston. En effet, la gamme Baudouin, qui se limite aux puissances de 800 à 1 200 ch, va ainsi éviter d’engager des frais d’études et de fabrication de pièces. Baudouin assemblera simplement les moteurs usinés en Angleterre, et les commercialisera sur son propre marché.
C’est ainsi que le moteur AP 230 est lancé officiellement à Marseille le 22 mars 1978. Petit frère des moteurs AP, il développe 1 440 ch à 1 000 tr/min. Baudouin espère alors atteindre un marché qui lui était inaccessible jusqu’alors. Malheureusement, l’AP230 est un fiasco et Baudouin poursuit le développement de ses propres produits malgré sa plongée dans la tourmente.
Parallèlement, le motoriste est également autorisé à fabriquer et monter une partie de la production des futurs moteurs Dorman 12 Q. Sans vouloir prétendre à ajouter un nouveau moteur à sa gamme, cette décision est prise afin de combler des heures de travail en nette diminution.
Au début de l’année 1978, le Service Pièces Détachées de Rabattau est transféré à Saint-Loup. La première « maison Baudouin » est définitivement fermée et marque ainsi la fin d’une ère.
Vers le milieu des années 1970, les demandes du Ministère des Transports Français et surtout du Ministère des Armées vont entraîner l’étude et le développement d’un petit frère au moteur « super-carré » DF. Les recherches débutent en 1975 et après trois années, les premiers prototypes de la gamme F11 sortent.
Le 17 janvier 1978 marquera les esprits des salariés de Baudouin avec la crue de l’Huveaune qui inonde l’usine de Saint-Loup. Le paysage devant Baudouin connaît également un événement important avec la sortie de terre de la passerelle qui reliera Florian au boulevard Romain Rolland.
Parallèlement, le Centre National d’Études et d’Expérimentation de Machinisme Agricole (CNEEMA) va réaliser un véhicule destiné aux vendanges à secouage latéral. Ce prototype fut alors équipé avec un Baudouin DF4 I.
Tout à la fin de la décennie, Baudouin développe sa gamme F11 pour les applications militaires. C’est ainsi que le tout premier 6F11 SRX destiné aux chars AMX-10 RC fut testé le 4 octobre 1979.

## Les années 1980–90: en dents de scie

### Les années 1980

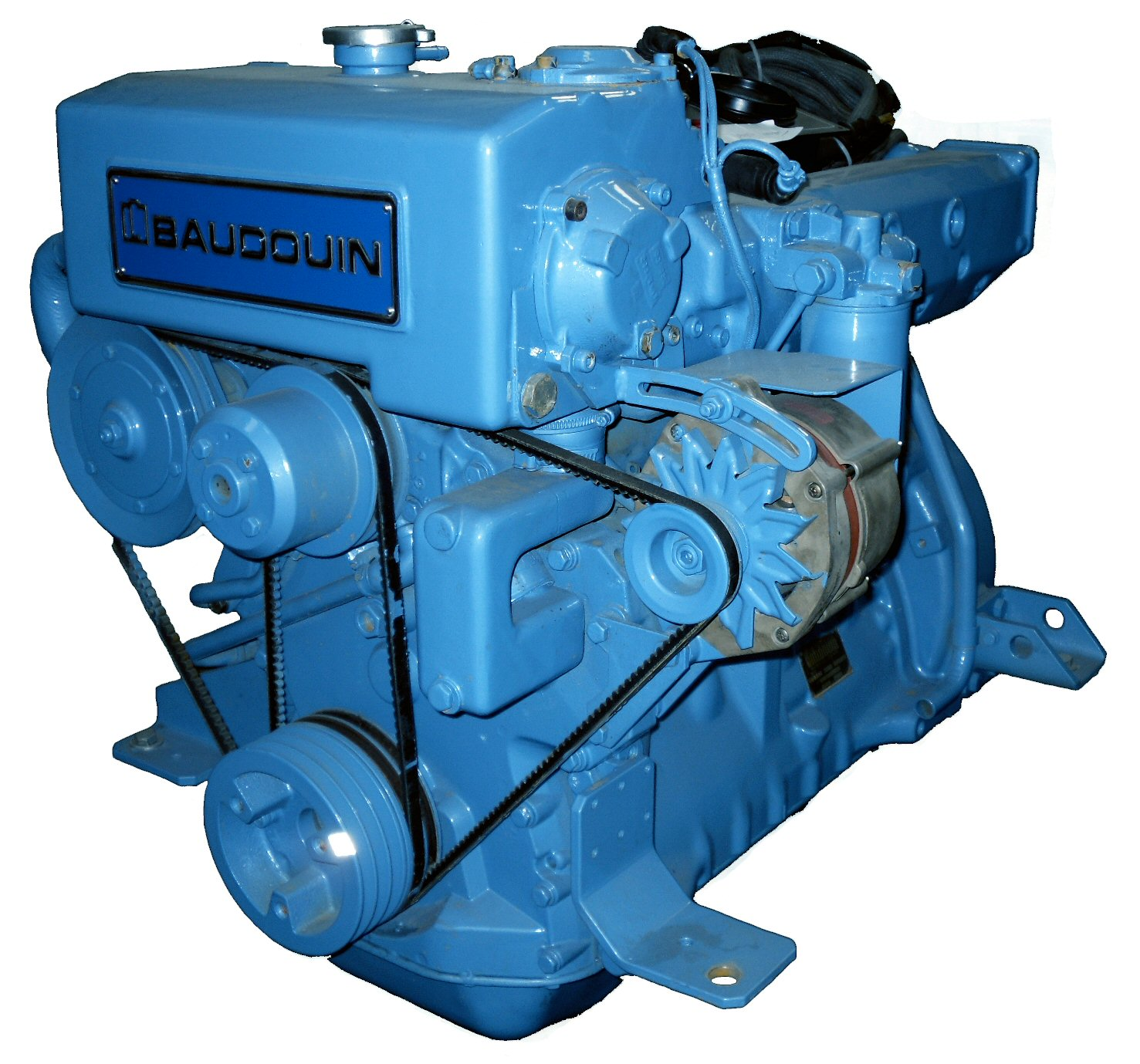
Moteur BAUDOUIN 4D106

La décennie commence fort avec la fin du partenariat entre Baudouin et Guascor, mais l’usine poursuit le montage de certains moteurs Dorman, comme le 6S160 SR.
Les Moteurs Baudouin développent en 1983 sa série D106 sur une base John Deere avec des moteurs allant de 70 à 170 ch.
En mai 1984, débute la construction de la gamme p. 15.2 avec tout d’abord le 12P15.2 en V, suivi du moteur en ligne en octobre et du 8P15.2 en V en décembre.
C’est donc au travers de quatre moteurs : le DP, DNP, p. 15 et enfin le p. 15.2 que le motoriste a rendu hommage à M. Pouillot, concepteur de ses moteurs pendant près d’un demi-siècle.
Après la série « D », Baudouin signe un nouveau partenariat avec Renault Véhicules Industriels (RVI) et complète ainsi sa gamme en sortant au milieu des années 1980 la série « R » dont le 6R120 développe une puissance allant de 240 à 300 ch.
Malheureusement, la concurrence des séries « D » et « R » avec les autres marques de GEC entraînent l’arrêt de production de ces moteurs fiables et robustes.
Baudouin entre de plain-pied dans la plaisance et présente sa gamme BTI destinée aux vedettes rapides. Cette gamme connue également sous le nom F120 se base sur les types P et F. Après environ deux années d’études, les premiers prototypes sortent en 1984 pour une commercialisation en série à partir de 1985.
Peu de temps après l’élaboration de la gamme BTI, Baudouin se penche une nouvelle fois sur sa gamme p. 15.2 en modernisant dès 1986 essentiellement les pièces communes aux moteurs en ligne et en V.
Le réseau Baudouin en France se compose alors de 70 agents.
Le 14 décembre 1987, les employés de Baudouin apprennent officiellement le rachat de la marque par Maneurop, filière du groupe Paribas. La société lyonnaise investit alors 60 millions de francs en modernisant le contrôle informatique et en cherchant à développer une gamme de moteurs pour le marché de la plaisance, alors en plein essor. Mais Maneurop est également actionnaire de Baudouin Maroc et possède une filiale en Italie ainsi qu’une fonderie en France : Renou Dardel qui fabrique et produit les hélices et lignes d’arbres.
En novembre 1988, la gamme p. 15.2 phase 2 (p. 15.2 II) sort enfin de l’usine avec des modifications fondamentales sur le moteur en ligne uniquement. Le premier moteur de la série sera vendu un mois plus tard, en décembre 1988.
La même année, l’effectif Baudouin est de 389 salariés : 367 personnes travaillent alors à l’usine et 22 sont en délégations extérieures.

### 1989

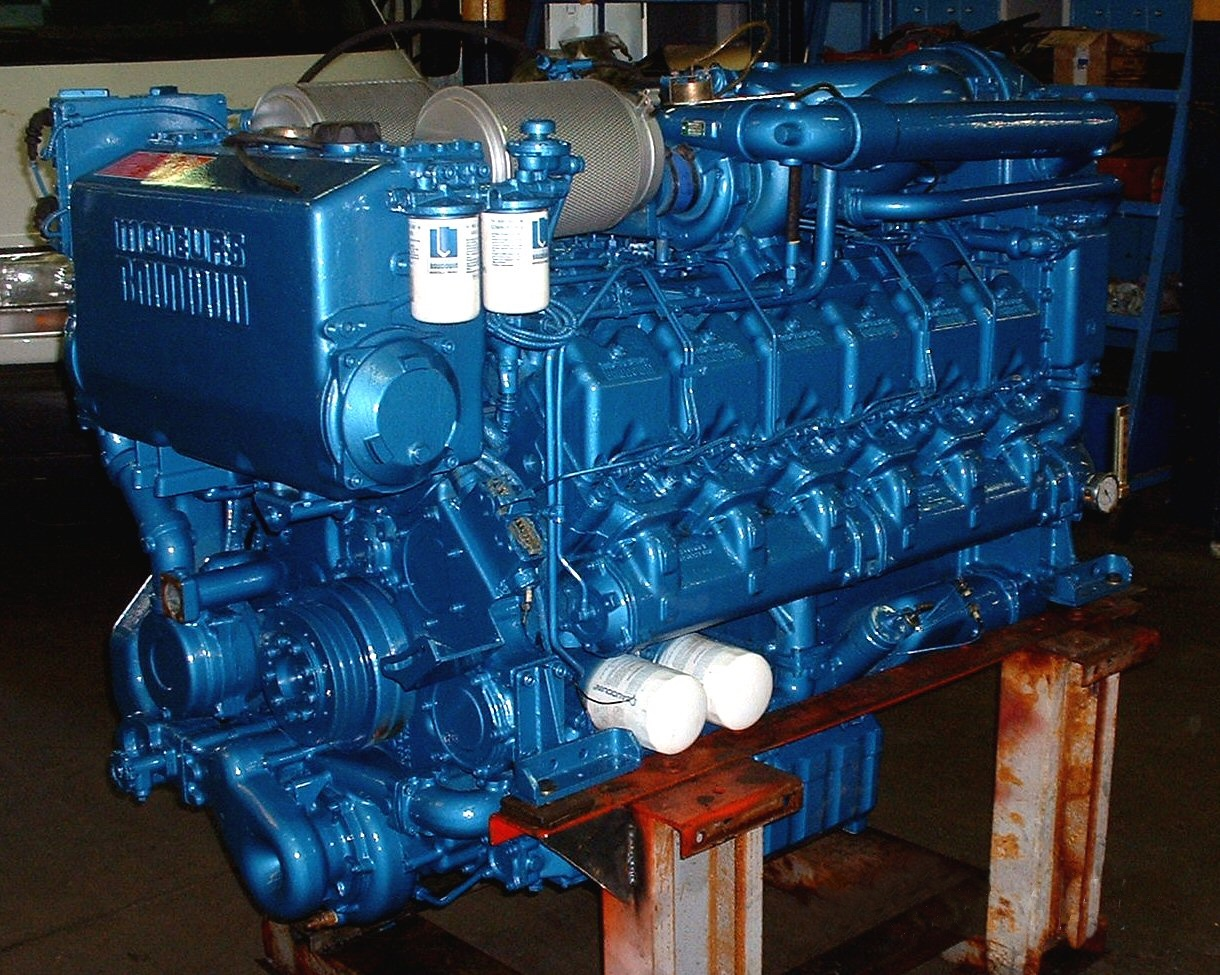
Moteur BAUDOUIN V12BTI840

Entre 1988 et 1989, un projet plus poussé de F11 est lancé pour le marché militaire mais cette gamme F12 est abandonnée.
La gamme BTI s’agrandit et le V12 BTI 1400 qui développe 1 200 ch sort d’usine. Des moteurs de plus faibles puissances sont élaborés (40 à 600 ch) et Baudouin décide de compléter sa gamme afin de pallier le vide laissé entre 300 et 1 200 ch.
1989 voit ainsi la sortie sur le marché du V12 BTI 840 (840 ch) qui va permettre à la société marseillaise de participer dès 1989, et durant plusieurs années, au Championnat du Monde Offshore « Formule 1 ».

### L’offshore
Pour ses débuts en « F1 », l’outsider Baudouin (seul motoriste français) propulse le catamaran Castello Gancia (conçu et piloté par Luigi Radice, le constructeur des hélices du même nom), à une 6e place encourageante du Championnat d’Europe. Il termine ainsi sur deux podiums dans les trois premiers Grands Prix (3e à Saint-Tropez et 2nd à Monaco) mais ne peut finir qu’une seule des six épreuves suivantes (6e à Rome). Il sera même en tête du championnat après les trois premiers Grands Prix, avec 652 points (distançant le 2e de 127 points).
Malheureusement, les modifications des règles Offshore, qui pénalisent dès 1990 l’utilisation des turbos Diesel (cylindrée limitée à 11,7 litres), vont entraîner petit à petit la mise à l’écart des Moteurs Baudouin, malgré la sortie d’un nouveau moteur : le 8F125. Sur les huit moteurs construits, quatre participeront aux compétitions, les quatre derniers servants de moteur de rechange. Le record Baudouin s’élèvera à une vitesse de 112 nœuds (201 km/h).
Parallèlement, la conjoncture de l’époque et la politique commerciale rigide oblige le motoriste à un plan social et une restructuration.

### Les années 1990

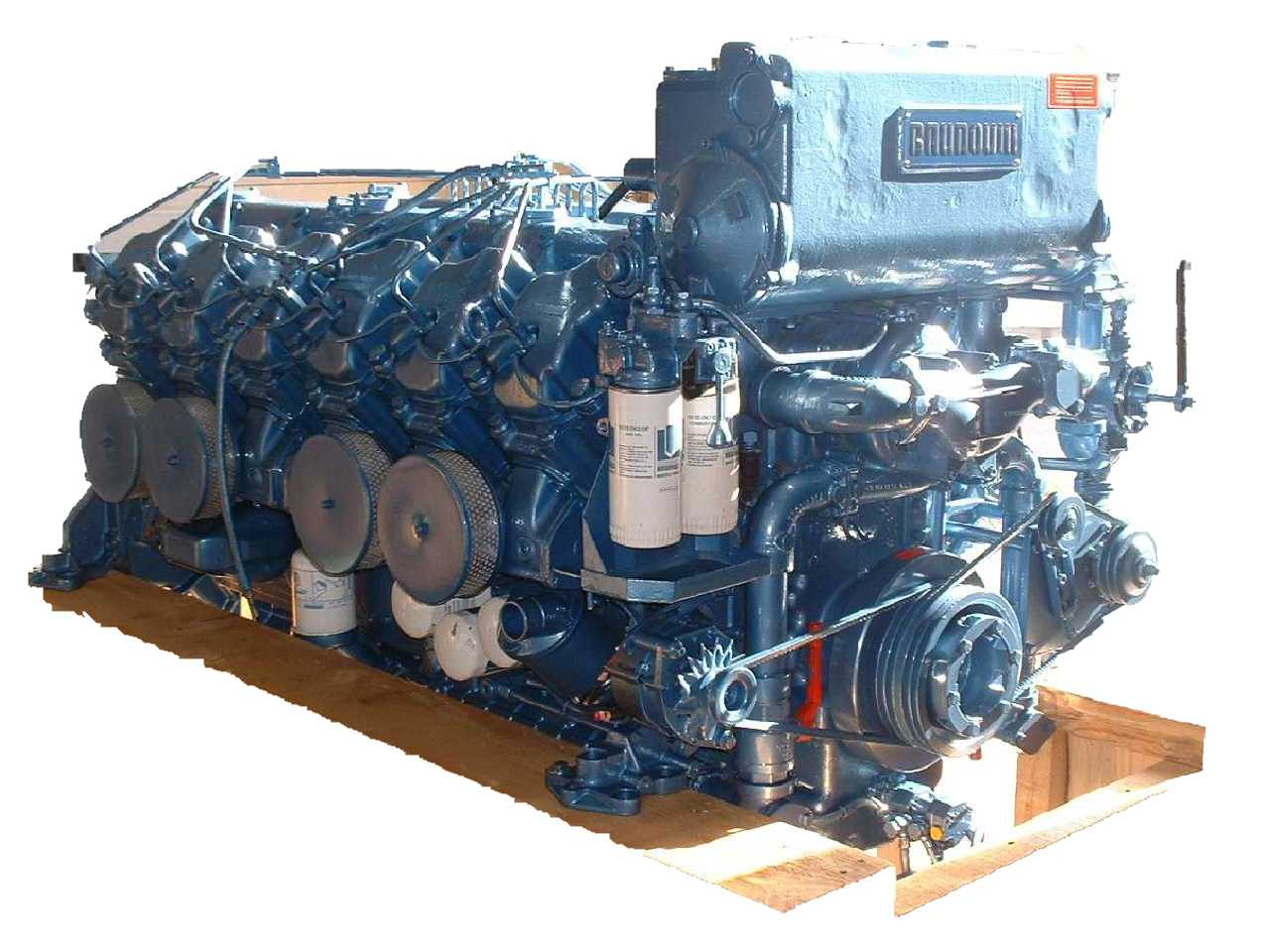
Moteur BAUDOUIN 12M26 reconditionné.

À l’aube des années 1990, 380 personnes travaillent à l’usine dont 36 aux bureaux d’études, mais 1990 est une mauvaise année pour le motoriste. L’investissement perdu dans l’Offshore et la baisse du marché de la pêche entraînent une perte de 300 millions de francs et une restructuration quasi complète de la Direction Générale.
Baudouin va dès lors abandonner petit à petit le marché de la plaisance pour se recentrer  particulièrement sur les marchés militaire et de la pêche qui ont fait son succès.
En 1991, les conjonctures européennes mettent à mal la production des moteurs marins et Maneurop sombre petit à petit dans le rouge. Baudouin reste néanmoins à flot grâce au Département des Pièces de Rechange qui assure à lui seul, dès le mois de mars, 40 % du chiffre d’affaires prévu sur l’année. Mais un nouveau plan social va tomber le 12 avril et 50 personnes sont licenciées.
En milieu d’année, Maneurop finit par vendre 90 % de Baudouin. Les industries A.S.D, dirigées par M. Alain Saboret, deviennent ainsi actionnaires majoritaires du motoriste le 18 juillet 1991 et souhaitent développer l’export. Le fabricant d’arbres d’hélices Renou Dardel a été cédé quant à lui à France Hélices.
Baudouin reste dans la tourmente, mais continue d’innover. Après des mois d’élaboration, la toute nouvelle gamme M26 arrive sur le marché. Déclinée en six, huit et douze cylindres, il ne faut pas longtemps pour que cette série de moteurs permette à Baudouin de repartir à l’assaut du marché naval.
En 1992, cette toute nouvelle série est développée et voit apparaître le M26 SR (suralimenté). La puissance est augmentée de 400 ch à 1 300 ch. Malgré cela, les salariés apprennent le 23 juin 1992 que 70 licenciements vont avoir lieu.
En 1995, l’usine renoue avec sa gamme « R » et signe un accord avec RVI afin de procéder à la marinisation de certains moteurs.
En 1996, M. Saboret rachète l’usine qui, malgré ses ventes, est au bord du dépôt de bilan et tente de redorer le blason de la marque. En 1997, un plan social oblige 40 employés à quitter l’usine.
Tout à la fin des années 1990, Baudouin lance la gamme « S » avec ses moteurs S108 et 6S111 puis complète sa gamme « R » avec les sorties du 6R102 SR, du 6R124 SR puis enfin du 6R123 SR.
Moteurs Baudouin SA reste ainsi présent sur les cinq continents avec un réseau de distribution s’étendant dans plus de 50 pays.

## Les années 2000: le déclin
En 2003, Baudouin Cruising s’attaque au marché très en vogue de la plaisance et gagne encore en renommée mais les normes européennes vont une nouvelle fois mettre à mal l’ensemble des gammes encore commercialisées.
À la recherche de nouveaux produits en accord avec nouvelles normes, Baudouin se rapproche une nouvelle fois de John Deere et complète sa gamme « D » avec la sortie des 6D116 SR et 6D127 SRP. Ces moteurs sont aujourd’hui d’une grande rareté puisque très peu d’unités furent vendues. La collaboration entre les deux constructeurs s’achève très rapidement.
Dans la même période, en 2005, Axa Private Equity devient actionnaire majoritaire de Baudouin à hauteur de 63 % et présente son futur projet six cylindres : le 6B2650. C’est un nouvel échec.
L’usine de Saint-Loup, devenant trop grande et trop onéreuse à entretenir, l’idée d’un futur déménagement est lancée la même année.
Un an plus tard, la holding ASD Equity rachète les dernières parts de l’ancien Président de Baudouin et devient actionnaire à 100 % du motoriste.
Baudouin focalise son déménagement sur le site de La Ciotat mais le projet est annulé le 4 juin 2007 pour des raisons économiques.
2008 marque un virage important dans l’histoire de la marque phocéenne. L’usine reçoit l’autorisation préfectorale de déménager ses activités. Le motoriste quitte ainsi sa ville natale au mois d’avril et déménage sur le site de Diebold, à Cassis. Après le Boulevard Rabatau (1902-1978), puis Saint-Loup (1960-2008), c’est au tour du Technoparc du Brégadan de Cassis d’accueillir la marque marseillaise.
Mais les problèmes directs et indirects s’enchaînent : les ennuis liés au déménagement, les nouvelles normes européennes affaiblissant encore la gamme Baudouin, les commandes de la Grande Plaisance retardées par la crise, ou encore le gel des commandes militaires, mettent en péril la société. Fin 2008, le verdict tombe et Moteurs Baudouin S.A est mis en redressement judiciaire.
23 janvier 2009 : la solution vient de Chine avec le rachat de la société par le groupe Weichai Power, deuxième fabricant mondial de moteurs Diesel industriels. La crainte de voir les Moteurs Baudouin délocalisés en Chine hante l’usine quelque temps. Mais le groupe Weichai se veut rassurant : Baudouin sera le nouveau tremplin de Weichai Power en Europe où les moteurs chinois n’arrivent pas à percer.
Le groupe investit de l’argent, garde l’ensemble du personnel, développe son bureau d’études et lance une campagne de recrutement.

## Les années 2010: le renouveau
En 2010, la société internationale des Moteurs Baudouin revient en force avec la sortie de la gamme M26.2 qui répond aux dernières normes européennes (IMO Tier 2). Elle lance également sur le marché la toute nouvelle série « W » avec les 6W105 et 6W126. Ces moteurs sont issus des bases de moteurs Weichai marinisés par Baudouin sur le site de Cassis.
En 2011, la société restructure entièrement son réseau national d’agents et nomme quatre distributeurs :
- La zone Bretagne / Atlantique sera attribuée aux Ateliers normands[8], l’un des tout premiers agents historiques du motoriste (1930).
- La zone Nord / Centre sera attribuée aux Établissements Demolin[9]
- La zone Nord-Est sera attribuée aux Établissements Balconi.
- La zone Méditerranée, Corse, Grand Sud sera attribuée aux Ateliers phocéens de mécanique (APM)[10] basés à Marseille ce qui permet à Baudouin de renouer avec la cité qui l’a vu naître 109 ans auparavant.

Mais ce réseau de distribution France mis en place en 2011 va rapidement disparaître au fil des ans pour des raisons propres à chaque zone. Le dernier distributeur d'origine, nommé sur la Méditerranée, sera finalement remplacé au tout début de 2017 par la société Sud Moteurs, à Marseille. Comme ses prédécesseurs, ce nouveau distributeur sera chargé de la vente des produits finis, des pièces détachées et du service après-vente.
Parallèlement, les gammes moteurs vont peu à peu s'élargir à partir de 2015 avec la sortie du 4W105 utilisé comme groupe électrogène de bord. La version marine suivra courant 2016. Entre 2014 et 2017, Baudouin lance également plusieurs moteurs avec les 6M16 et les 6M19.3 à injection directe à rampe commune (common rail). La toute nouvelle gamme M26.3 common rail est lancée sur le marché en 2016 et investit immédiatement le marché américain. 2017 voit également le développement des moteurs M33, déclinés en six et douze cylindres. Mais Baudouin vise plus loin et réinvestit le marché industriel avec la sortie de la gamme Powerkit, couvrant une plage de puissance allant de 30 à 1 400 kVA. Le projet d'étendre la gamme jusqu'à 3 000 kVA est en cours.

## Sources
1. ↑  https://www.societe.com/societe/soc-internationale-des-moteurs-baudouin-509985735.html
2. ↑  You Tube: Rénovation du DB3 du Ferry Boat "César"
3. ↑  Remotorisation du Ferry Boat "César"
4. ↑  Euro offshore 1990
5. ↑  dépôt de bilan en 2008, La Provence
6. ↑  Un dragon dans les moteurs Baudouin, Le Figaro
7. ↑  Moteurs Baudouin vogue à contre-courant, La Marseillaise
8. ↑  Ateliers normands
9. ↑  Ets Demolin Marine
10. ↑  APM
11. ↑  « Sud Moteurs - Maintenance et Réparation moteur diesel », sur www.sudmoteurs.fr (consulté le 14 avril 2017)
12. ↑  « Moteurs diesels marin, moteurs de propulsion et moteurs auxiliaires - Moteurs Baudouin Français », sur www.baudouin.com (consulté le 14 avril 2017)
13. ↑  « Moteurs diesels marin, moteurs de propulsion et moteurs auxiliaires - Moteurs Baudouin Français », sur www.baudouin.com (consulté le 14 avril 2017)